# Ват Чеди Луанг

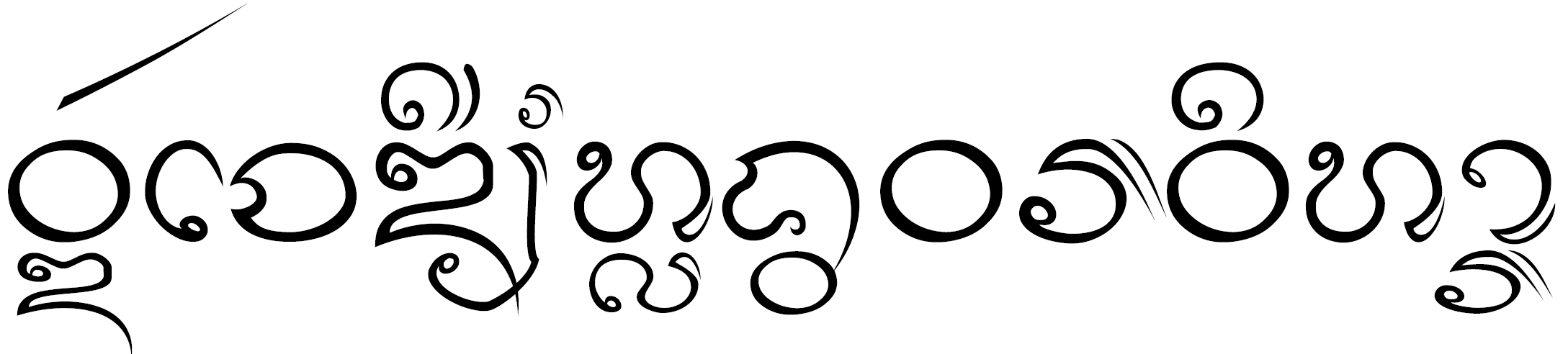
Ват Чеди Луанг Вора Вихара написано на письме Ланна

Ват Чеди Луанг (тайск. วัดเจดีย์หลวง, англ. Wat Chedi Luang, букв. храм большой ступы или храм королевской ступы) буддийский храм в историческом центре Чиангмая, Таиланд. Нынешняя территория храма изначально состояла из трех храмов — Ват Чеди Луанг, Ват Хо Тхам и Ват Сукмин.

## История
Строительство храма началось в 14 веке, когда король Саен Муанг Ма планировал похоронить на этом месте прах своего отца. Спустя 10 лет строительства оно оставалось незавершенным, а после смерти короля его вдова продолжила строительство. Вероятно, из-за проблем со стабильностью строения строительство было завершено только в середине 15 века, во время правления короля Тилокараджа. Храм тогда имел высоту 82 м и диаметр основания 54 м, на тот момент это было самое большое здание всего Ланнатая. В 1468 году в восточной нише был установлен Изумрудный Будда. В 1545 году верхние 30 м сооружения рухнули после землетрясения, а вскоре после этого, в 1551 году, Изумрудного Будду перенесли в Луангпхрабанг.
В начале 1990-х годов Чеди был реконструирован при финансовой поддержке ЮНЕСКО и правительства Японии. Однако результат реконструирования оказался несколько спорный, есть мнения, что новые элементы выполнены в стиле Центрального Таиланда, а не в стиле Ланна. К 600-летию Чеди в 1995 году в реконструированной восточной нише разместили копию Изумрудного Будды, выполненную из черного нефрита. Новая статуя носит официальное название Пхра Пхут Чалоем Сирират, но широко известна как Пхра Йок.

## Здания

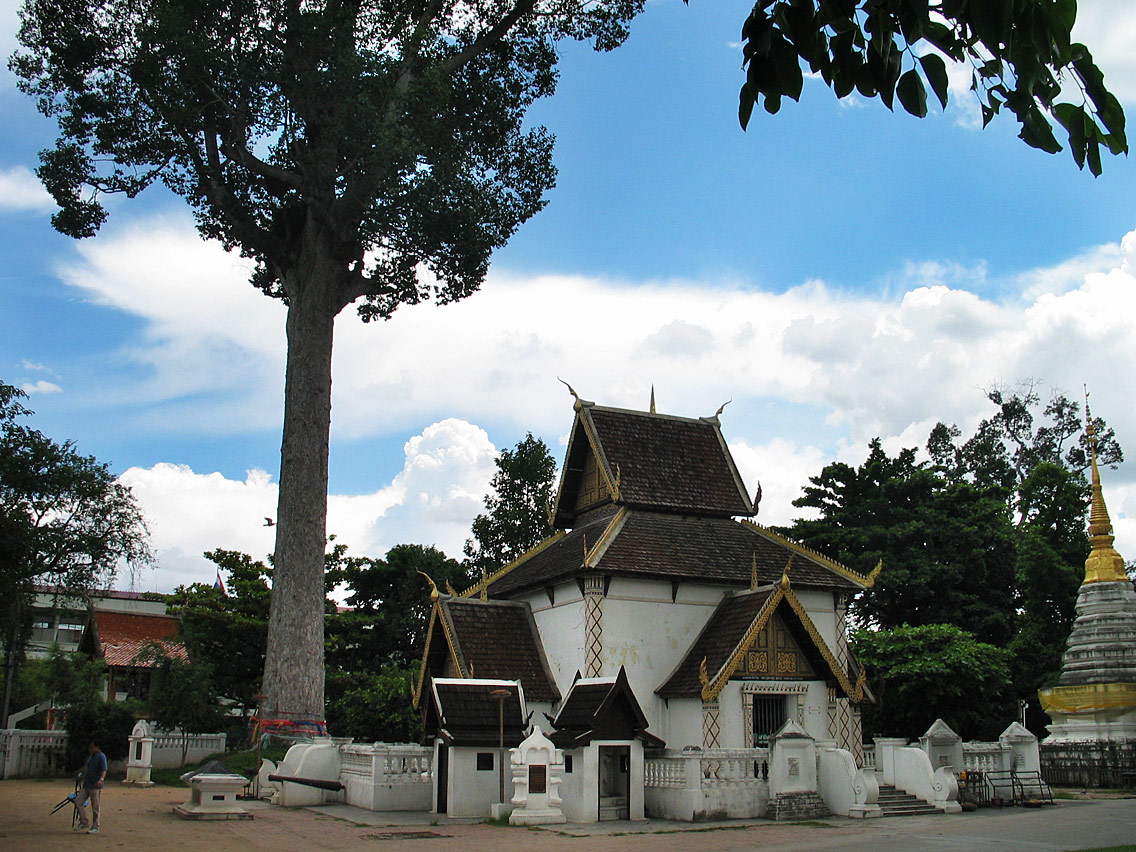
Храм городского столба

Также на территории храма находится городской столб (Лак Муанг) Чиангмая, называемая Сан-Интакин. Он была перенесена на это место в 1800 году королем Чао Кавила; А первоначально он располагался в Ват Садеу Муанг. Король также посадил там три диптерокарпа, которые должны были помочь городскому столбу защитить город. Фестиваль в честь городского столба проводится ежегодно в мае и длится 6-8 дней.
В вихаре возле входа в храм находится статуя Будды Пхра Чао Аттарот (Восемнадцатилоктевой Будда), отлитая в конце 14 века. На другой стороне Вата Чеди Луанг находится еще один павильон, в котором находится статуя лежащего Будды.
В Ват Чеди Луанг каждый день проводятся беседы с монахами — туристам предлагается поговорить с монахами (обычно новичками) и спросить их о буддизме или Таиланде.

## Галерея

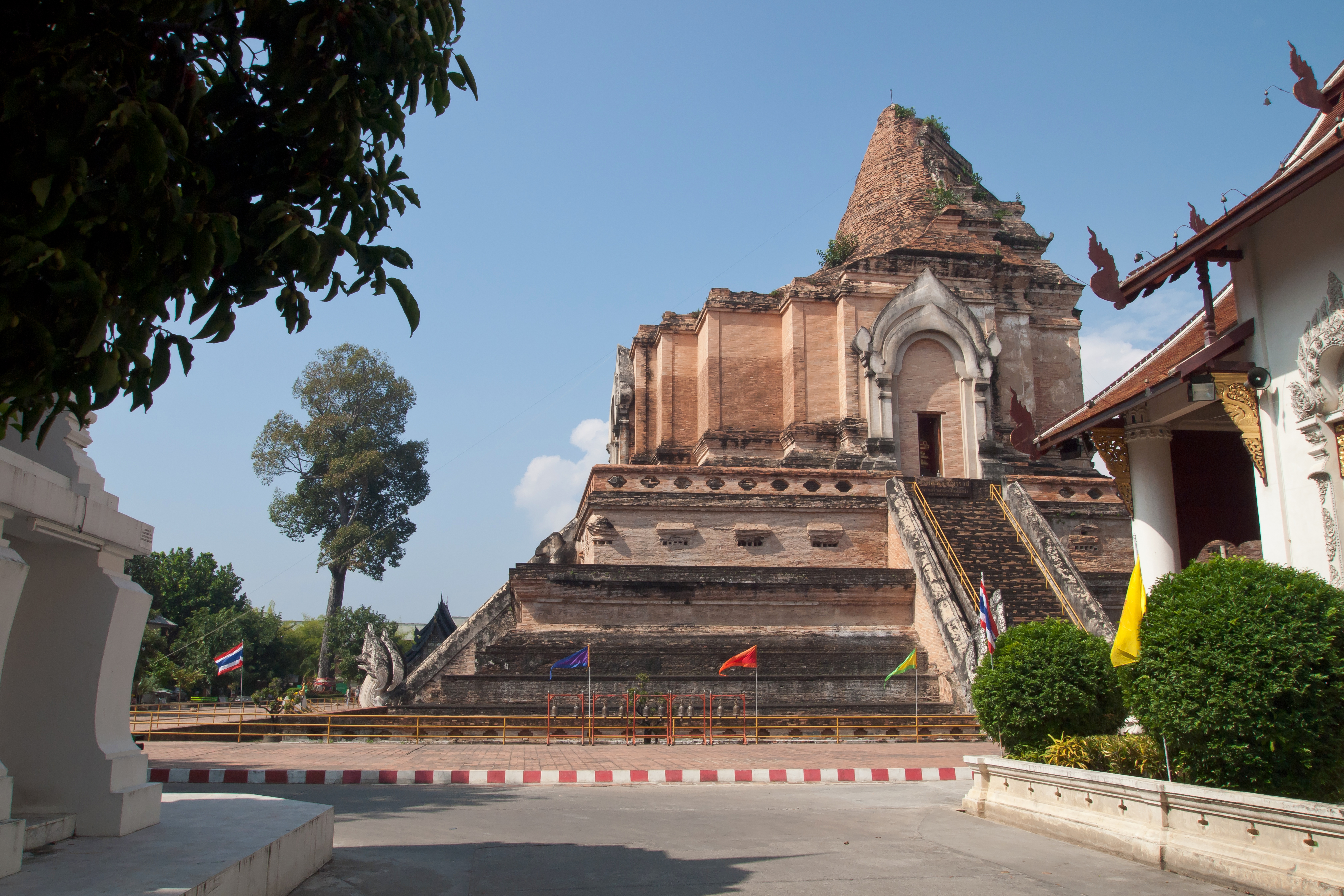
Ступа Ват Чеди Луанг
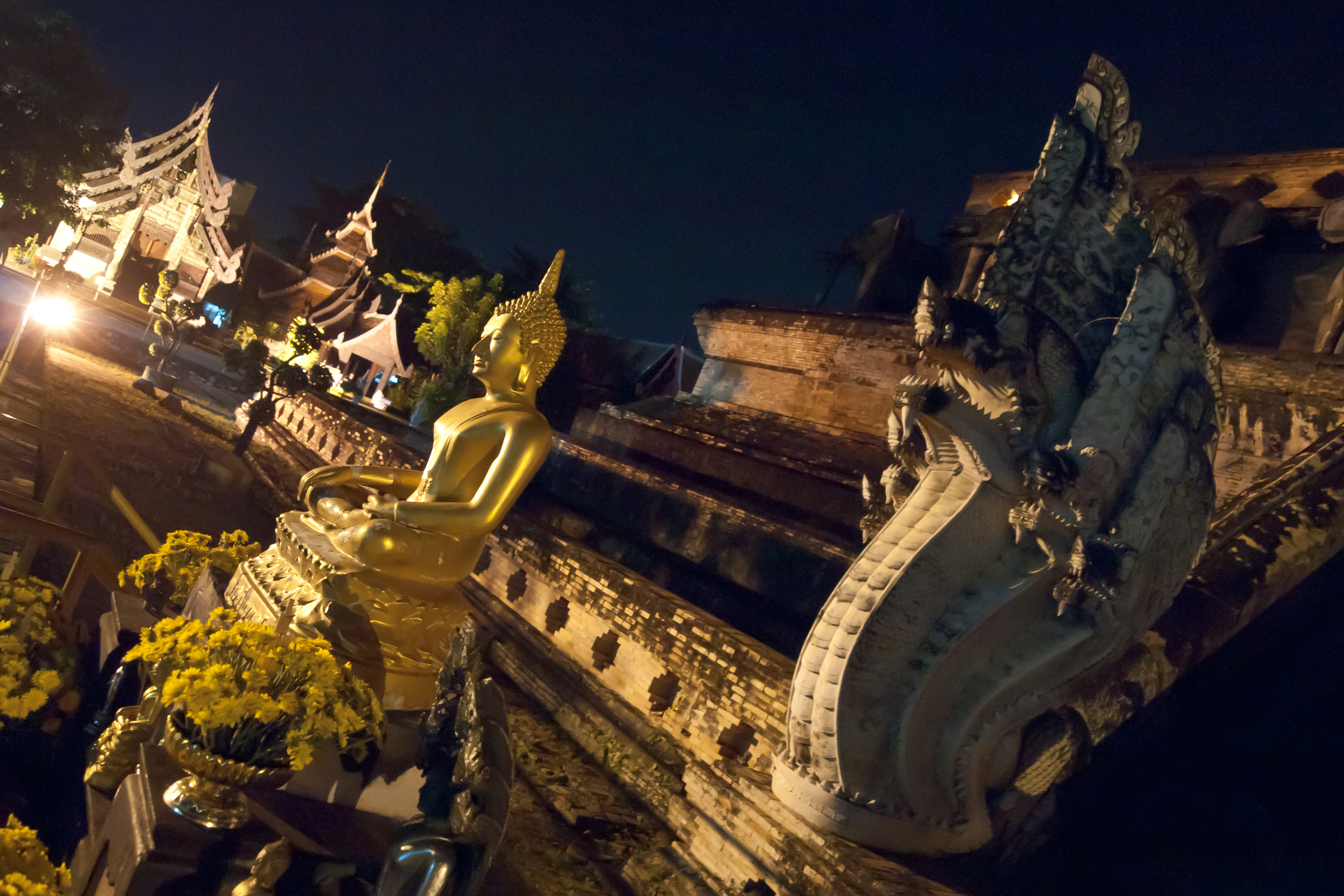
Ступа Ват Чеди Луанг ночью
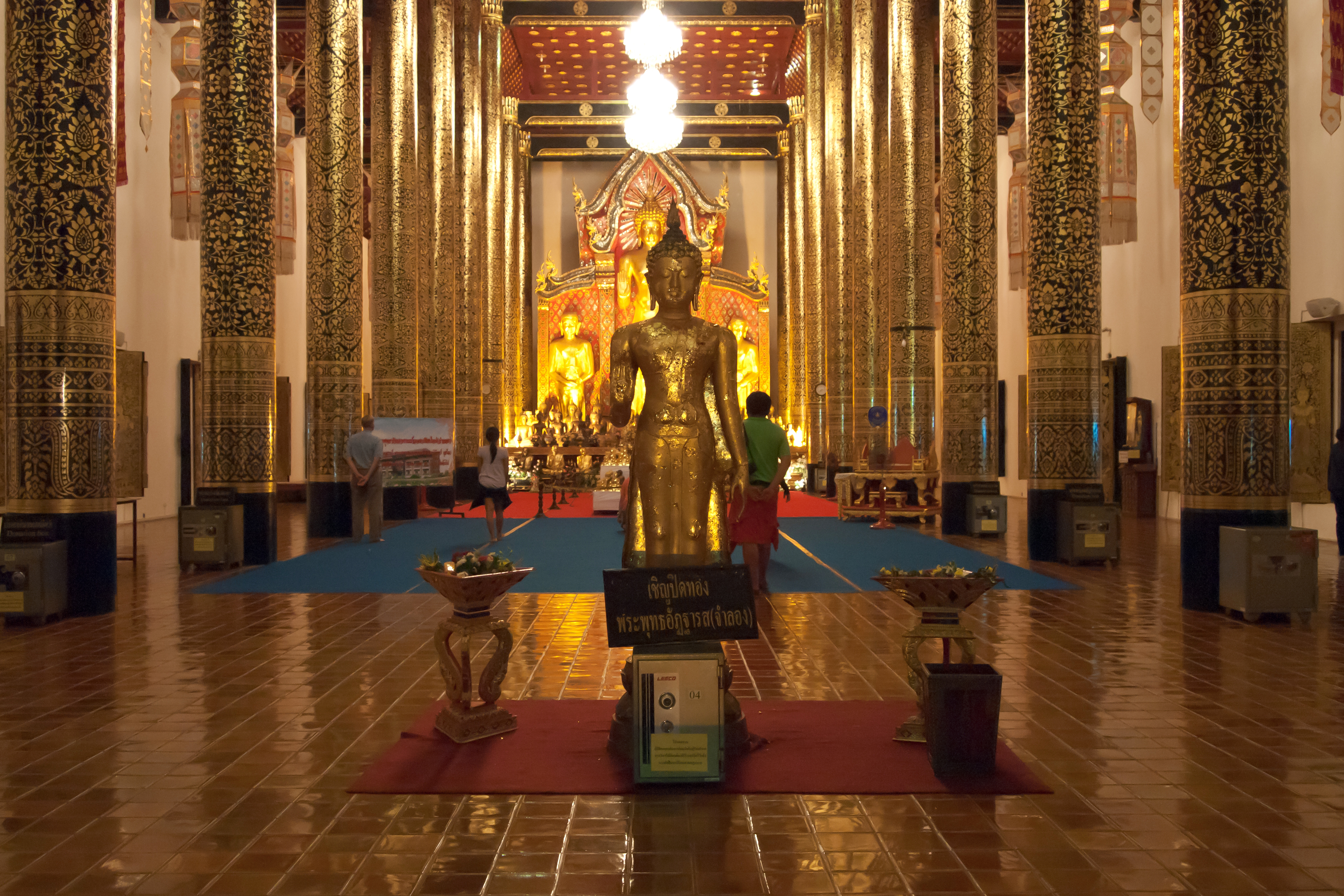
Вихара
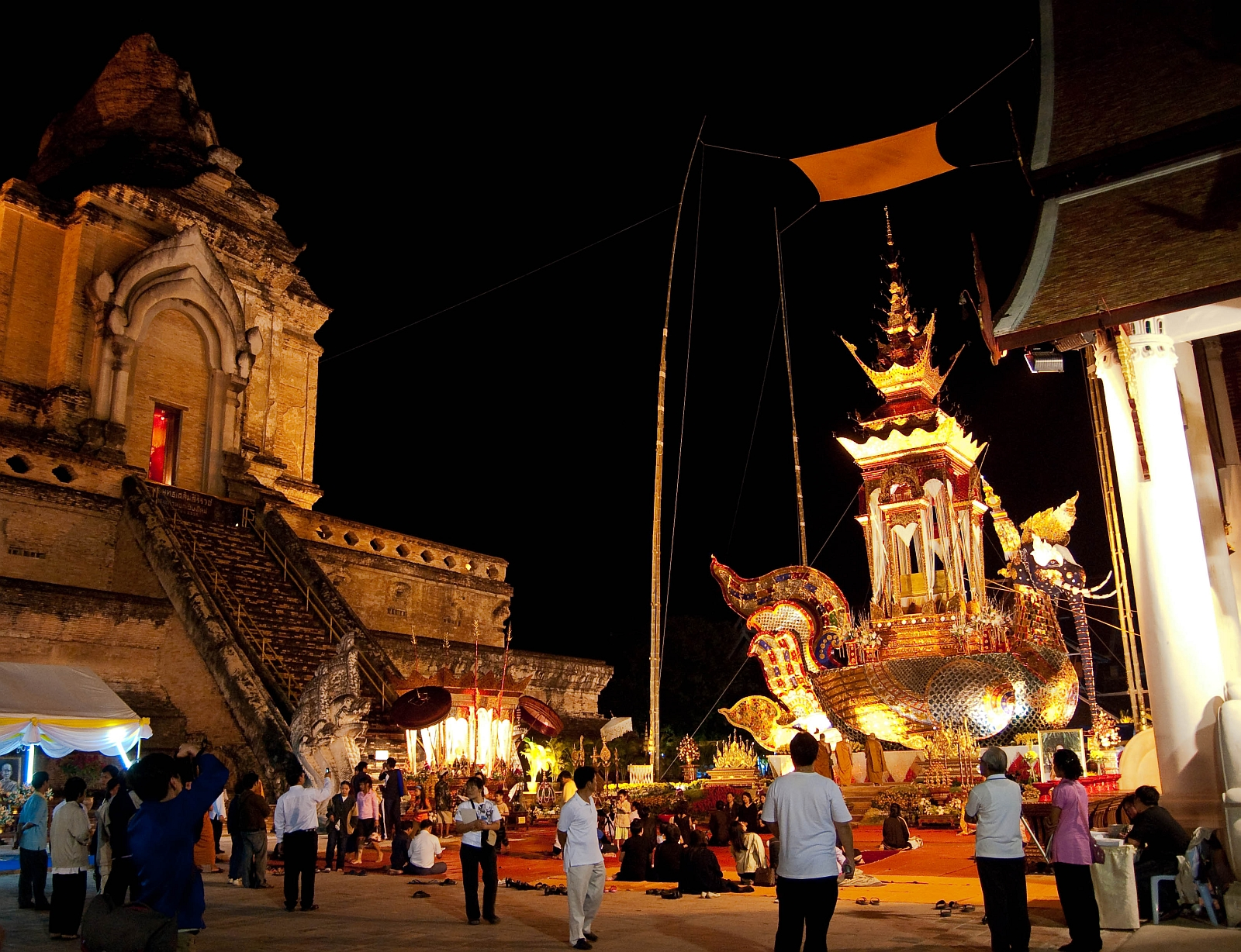
Погребальный костёр Чана Кусало в форме «нок хацидилинг».
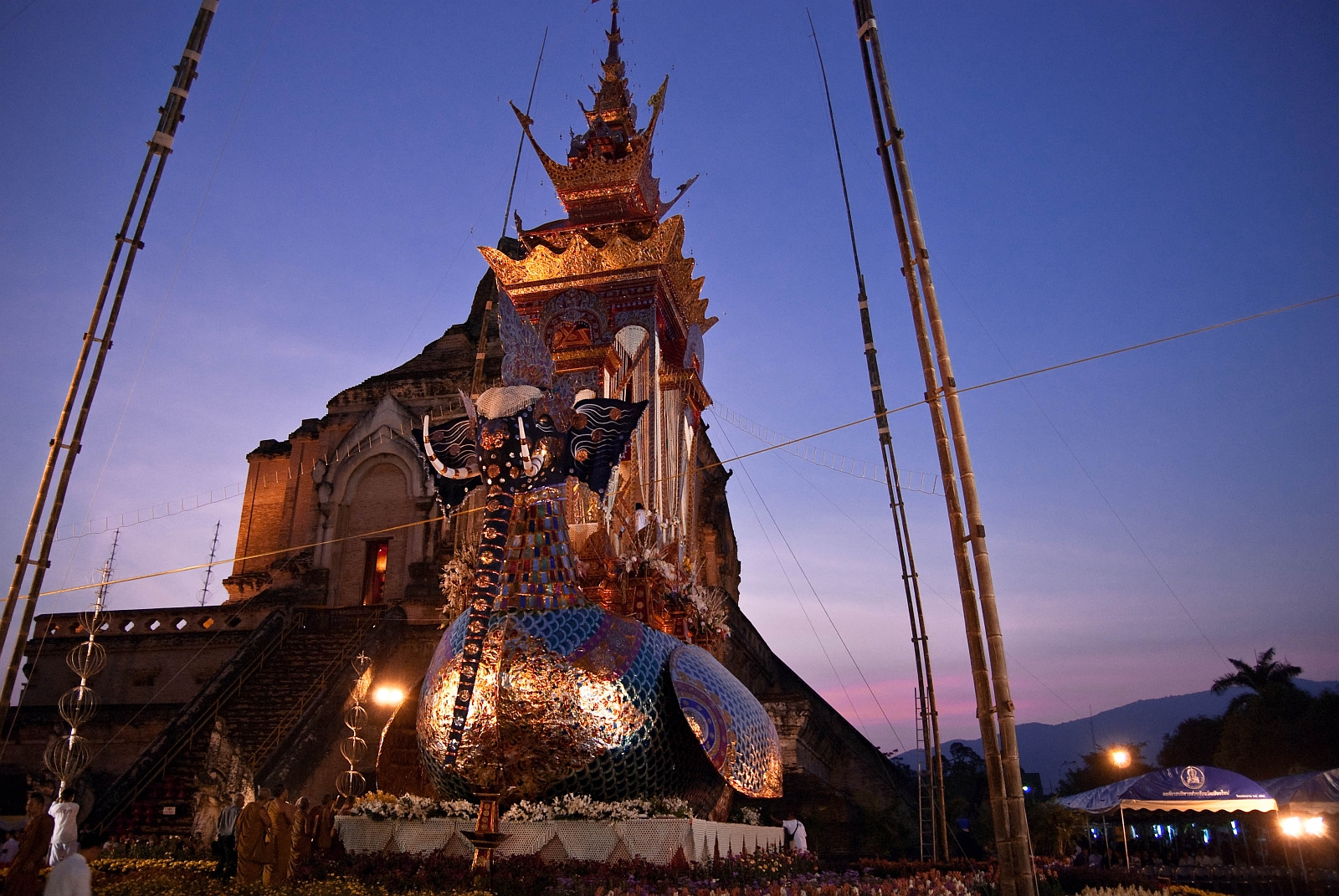
Кремация Чана Кусало состоялась вечером 18 января 2010 года.
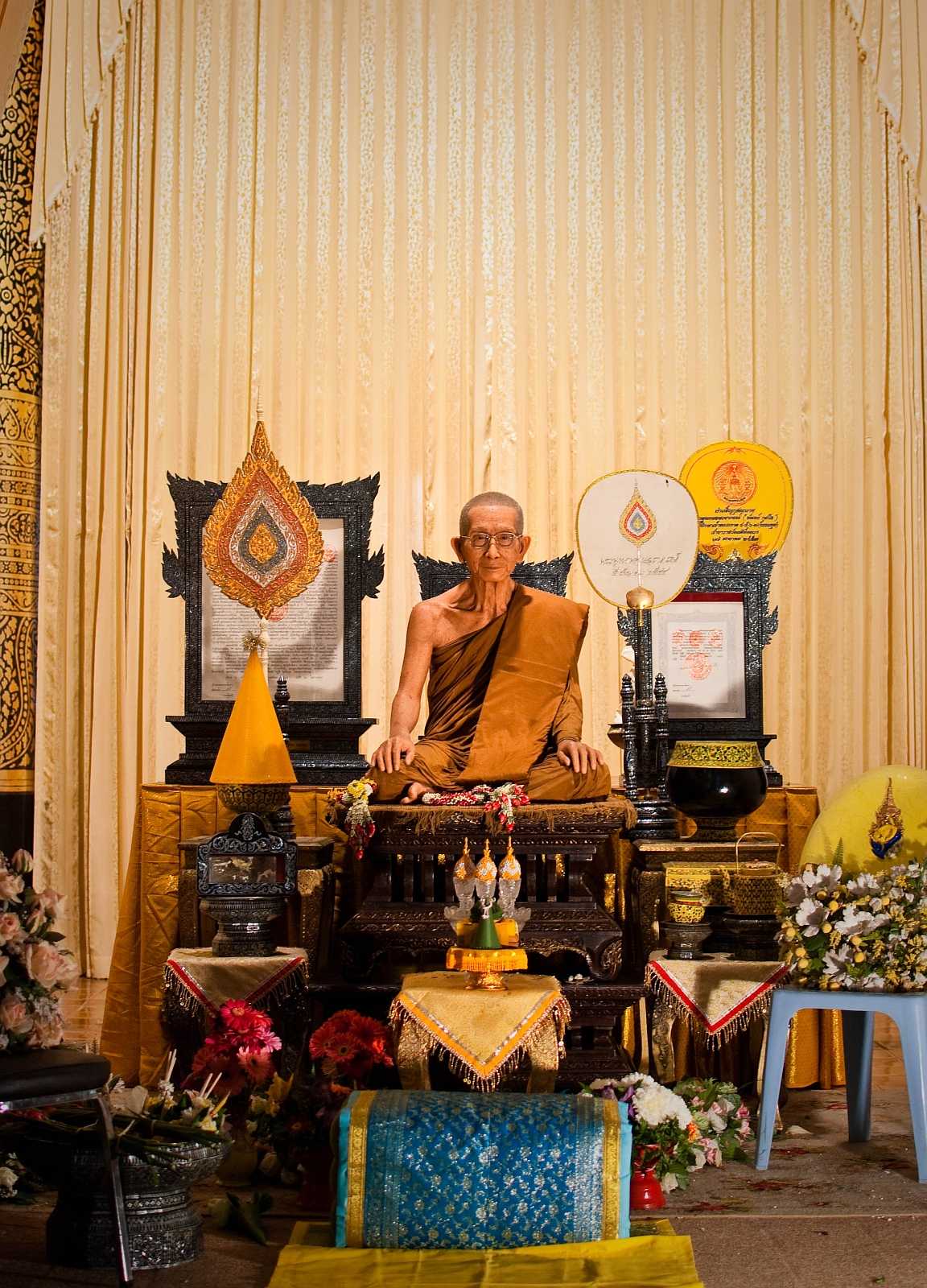
Восковая фигура Чана Кусало внутри вихара Ват Чеди Луанг.
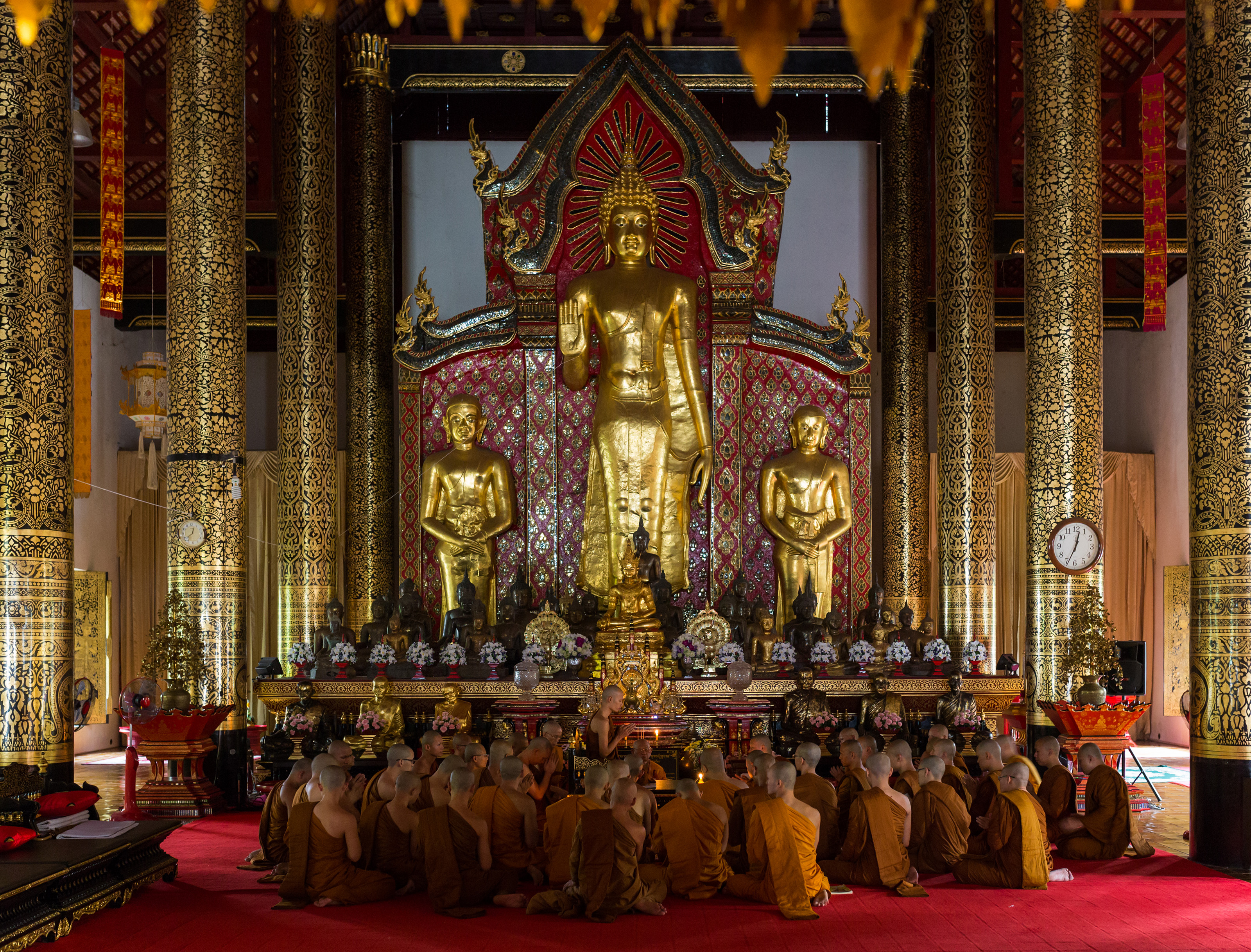
Монахи поют внутри вихара
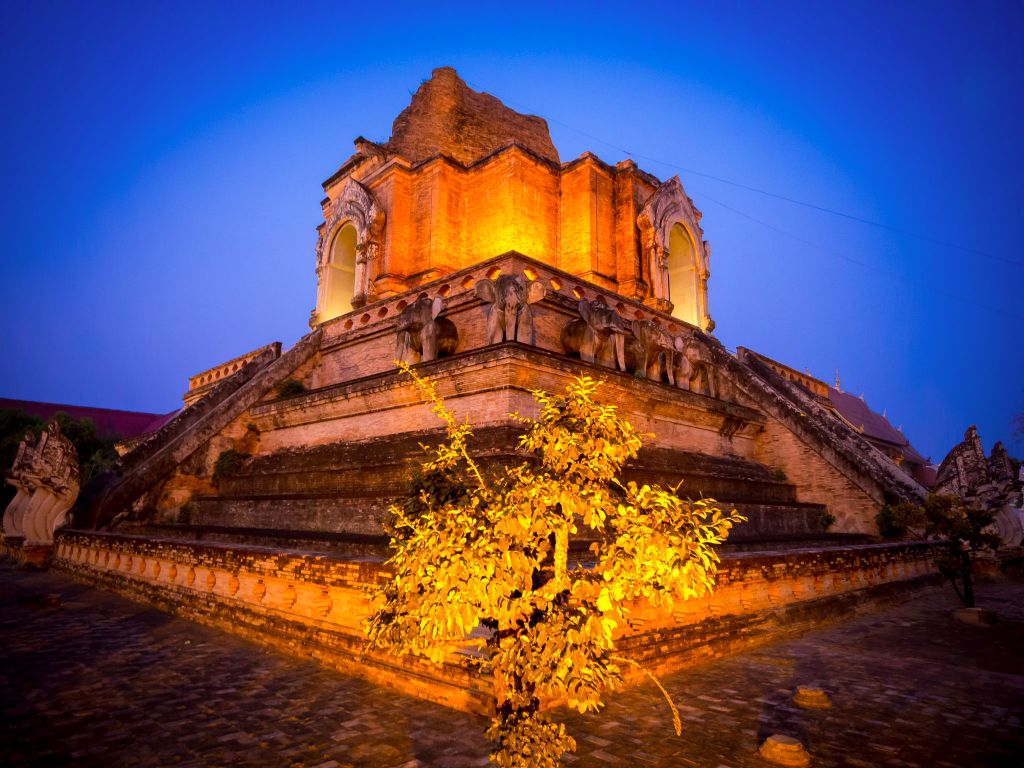
Ват Чеди Луанг в сумерках
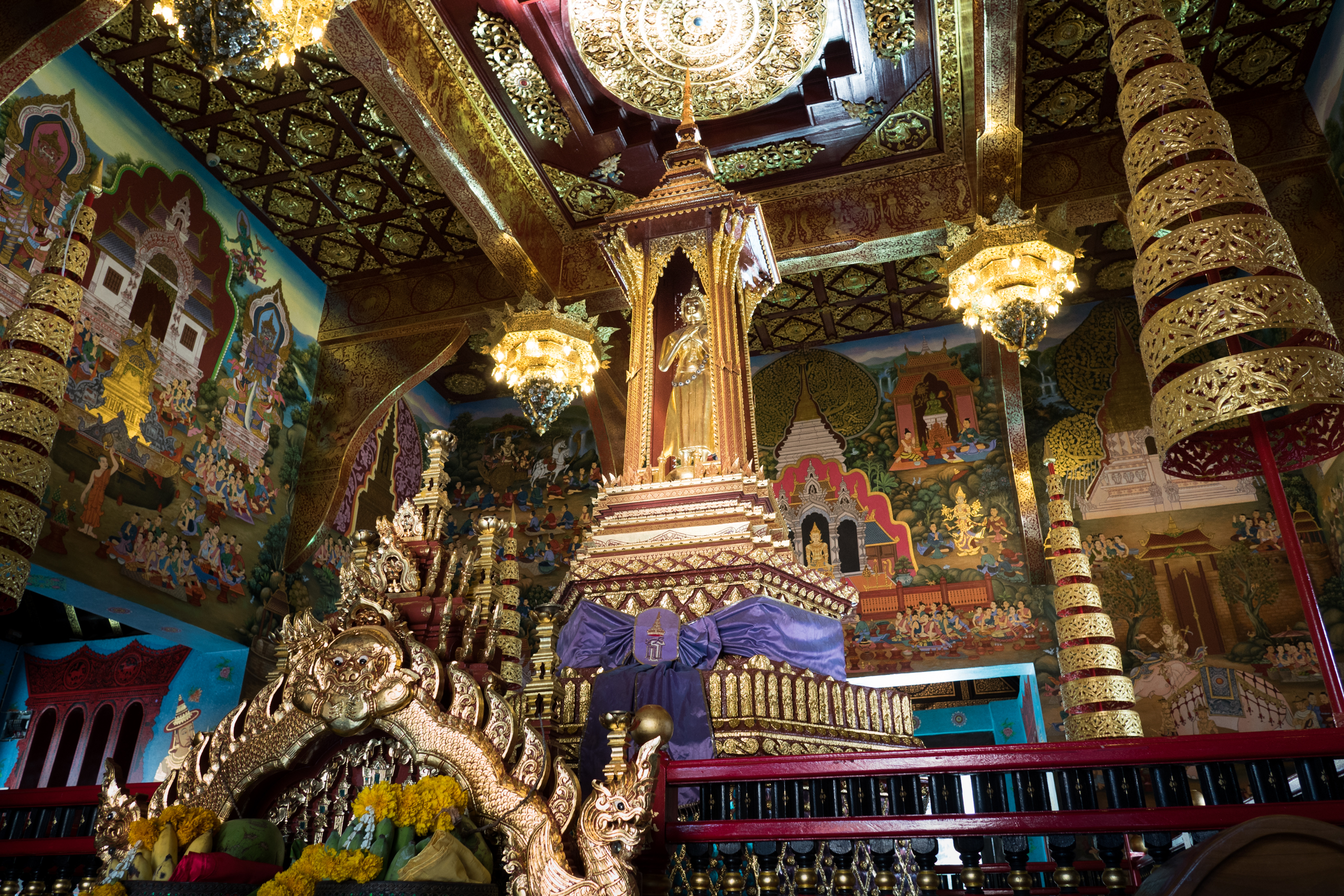
Интерьер храма Городского столба